# Weltpolitik
Weltpolitik (niem. polityka światowa) – termin stosowany na określenie polityki imperialistycznej i kolonialnej Niemiec na przełomie XIX i XX wieku. Termin został utworzony w 1895 roku przez Maxa Webera. Określenie to odnosi się do rządów Wilhelma II, ostatniego cesarza niemieckiego i króla Prus, panującego w latach 1888–1918. Weltpolitik w swoich założeniach stanowiło odejście od polityki zagranicznej prowadzonej przez cesarza Wilhelma I oraz kanclerza Ottona von Bismarcka, której głównym celem było uzyskanie przez Niemcy statusu mocarstwa europejskiego. Nowy kierunek polityki zagranicznej Rzeszy jako główny cel zakładał uzyskanie statusu mocarstwa o wpływach ogólnoświatowych poprzez aktywną politykę kolonialną oraz rozbudowę floty morskiej.
Przykłady działań w ramach Weltpolitik to m.in.:
- wspólny protest Niemiec, Francji i Rosji w sprawie zbyt twardych warunków narzuconych Chinom przez Japonię po zwycięskiej wojnie w 1895 r.
- 1896 r. depesza gratulacyjna do prezydenta burskiego Paula Krügera (Transwal) po odparciu oddziałów angielskich z sąsiedniej Beczuany
- 1900 r. udział w zbrojnej ekspedycji państw europejskich przeciwko powstaniu bokserów w Chinach
- 1905 r. sprzeciw wobec francuskich prób opanowania Maroka (konflikty marokańskie). Niemcy w zamian za uzyskanie części francuskiego Konga, godzą się na dominację Francji w Maroku.